# مايك تريسور نداييشيمي
مايك تريسور نداييشيمي (مواليد 28 مايو 1999) هو لاعب كرة قدم بلجيكي يلعب في مركز خط الوسط المهاجم في نادي جينك.

## وصلات خارجية
- مايك تريسور نداييشيمي على موقع الاتحاد الأوربي (الإنجليزية)
- مايك تريسور نداييشيمي على موقع قاعدة بيانات كرة القدم.إي يو (الإنجليزية)
- مايك تريسور نداييشيمي على موقع ليكيب (الفرنسية)
- مايك تريسور نداييشيمي على موقع ناشيونال فوتبول تيمز (الإنجليزية)
- مايك تريسور نداييشيمي على موقع Soccerbase.com (لاعب) (الإنجليزية)
- مايك تريسور نداييشيمي على موقع Soccerway.com (الإنجليزية)
- مايك تريسور نداييشيمي على موقع عالم كرة القدم.نت (الإنجليزية)